# Amorphophallus pilosus
Amorphophallus pilosus är en kallaväxtart som beskrevs av Wilbert Leonard Anna Hetterscheid. Amorphophallus pilosus ingår i släktet Amorphophallus och familjen kallaväxter. Inga underarter finns listade.